# Діксмейде
Діксмейде (Нідерландською: [dɪksˈmœydə] ( прослухати); фр. Dixmude [diksmyd]; з.-флам. Diksmude) — бельгійське місто та муніципалітет у Західній Фландрії. Муніципалітет складається власно з міста Діксмейде та колишніх громад Бирст, Есен, Кааскерке, Кєйем, Ламперніссе, Леке, Ньївкапель, Оосткерке, Аудекапель, Первійзе, Сін-Якоб-Капель, Стювенкескерке, Владсло та Воумен. Більшу частину на захід від міста займає польдер, пронизаний дренажною системою. Основною економічною діяльністю регіону є молочне виробництво, тут виробляється знамените масло Діксмейде.

## Міста-побратими
- Елсмір
- Плоемер
- Роттах-Егерн
- Фіннентроп